# Lucius Aemilius Papus (Konsul)
Lucius Aemilius Papus war ein bedeutender römischer Politiker im letzten Drittel des 3. Jahrhunderts v. Chr.
Laut der Filiation in den Konsularfasten müsste er der Sohn des Quintus Aemilius Papus, des Gegenspielers des Königs von Epirus, Pyrrhos, gewesen sein. Die Stationen im cursus honorum vor dem Konsulat 225 liegen im Dunkeln. Da die Römer mit einer keltischen Invasion rechneten, wurde er nach Ariminum geschickt. Als er erfuhr, dass die Feinde nach Etrurien eingefallen waren, marschierte er in Eilmärschen dorthin. Zusammen mit seinem Kollegen Gaius Atilius Regulus, der aus Sardinien zurückgekehrt war, vernichtete er in der Schlacht bei Telamon die Invasoren, wobei Regulus im Kampf fiel. Nach seinem Sieg zog Papus noch zu einem Plünderungszug gegen die Boier, bevor er in Rom einen glänzenden Triumph feierte.
Im Jahre 220 war er Zensor, zusammen mit Gaius Flaminius. Während ihrer Amtszeit entstanden auf Veranlassung seines Kollegen die Via Flaminia und der Circus Flaminius; nach Plinius dem Älteren legten sie dem Volk eine lex Metilia de fullonibus vor, die das künstliche Weißen von Kleidung verbot. 216 ist Papus als einer der IIIviri mensarii belegt, deren exakte Aufgaben nicht völlig klar sind – wahrscheinlich handelt es sich um Vorläufer der IIIviri monetales. Sein Todesjahr ist unbekannt; vielleicht war der gleichnamige Prätor von 205 sein Sohn.